# Одесский авиационный завод
Одесский авиационный завод (укр. Одеський авіаційний завод) — предприятие военно-промышленного комплекса Украины, которое осуществляет модернизацию, ремонт и техническое обслуживание авиатехники.
Входит в перечень предприятий, имеющих стратегическое значение для экономики и безопасности Украины. Одно из старейших предприятий авиационной промышленности Европы и Украины.

## История

### 1911—1919

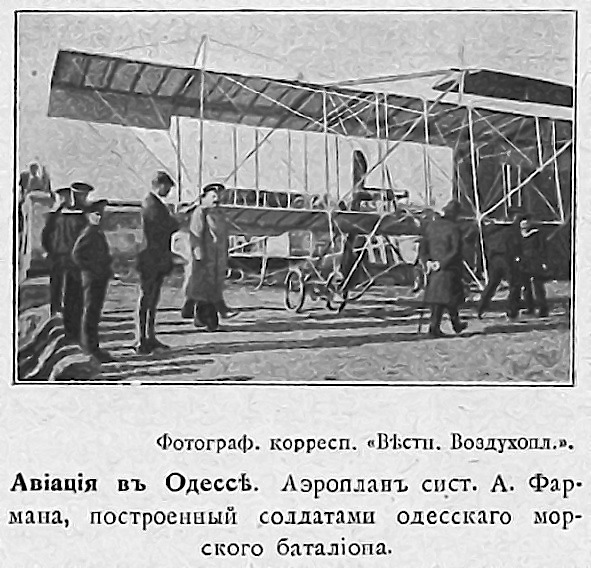
1911 г.

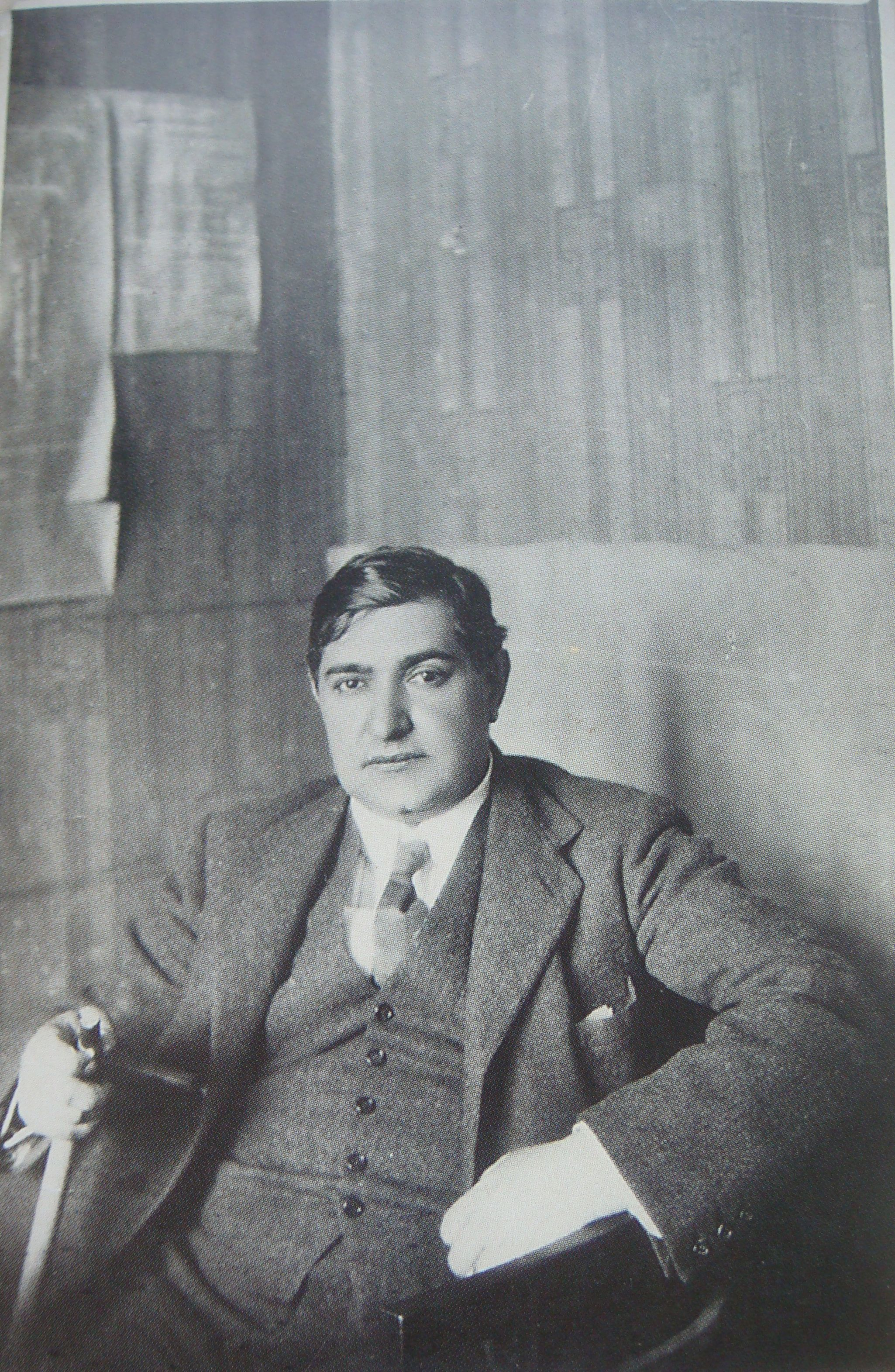
А. А. Анатра.

Датой основания завода считается 14 (27) апреля 1911 года — день, когда на ипподроме Одесского бегового общества был испытан первый аэроплан Farman IV, построенный чинами Одесского морского батальона на базе ремонтных мастерских Одесского аэроклуба (ОАК). Основателем завода стал одесский банкир, предприниматель и президент ОАК Артур Антонович Анатра. 18 октября 1912 года он обратился в Главное инженерное управление с предложением услуг своего завода по выпуску самолётов. Первый контракт на постройку пяти аэропланов «Фарман IV»
был подписан 10 июня 1913 года. К ноябрю того же года заказ был выполнен. На заводе тогда работало около ста человек. Производительность составляла 1 — 2 аппарата в месяц.
Толчок активному развитию завода дала Первая мировая война, когда завод начал получать крупные заказы военного ведомства. За годы существования «Завода аэропланов Артура Анатра» им был освоен выпуск лицензионных самолётов «Ньюпор» («Ньюпор IV», «Ньюпор XIV», «Ньюпор XVI»), «Фарман» («Фарман-IV», «Фарман VII», «Фарман XVI», «Фарман XX», «Фарман XXII»), «Моран» («Моран-Ж»), «Вуазен», «Блерио».
Позднее был освоен серийный выпуск самолётов разработки собственного конструкторского отдела под руководством французского инженера Е. А. Декампа (Elisée Alfred Descamps), приглашённого работать на заводе в 1914 году. 
Завод быстро строился — в степи у Стрельбищного поля в двенадцати верстах от города вырос авиагородок. В 1915 году Одесская городская дума безвозмездно передала Артуру Анатре полосу земли. Потратив 1 млн 300 тыс. рублей, А. Анатра проложил по ней железнодорожную ветку, ведущую от линии городского трамвая к его заводу, и приобрёл крытый подвижной состав с двумя паровозами. Соединив предприятие с городом, он увеличил экономическую отдачу производства на 50 — 60 %. Совершая по нескольку рейсов в день, поезд обслуживал около 1500 сотрудников завода. 

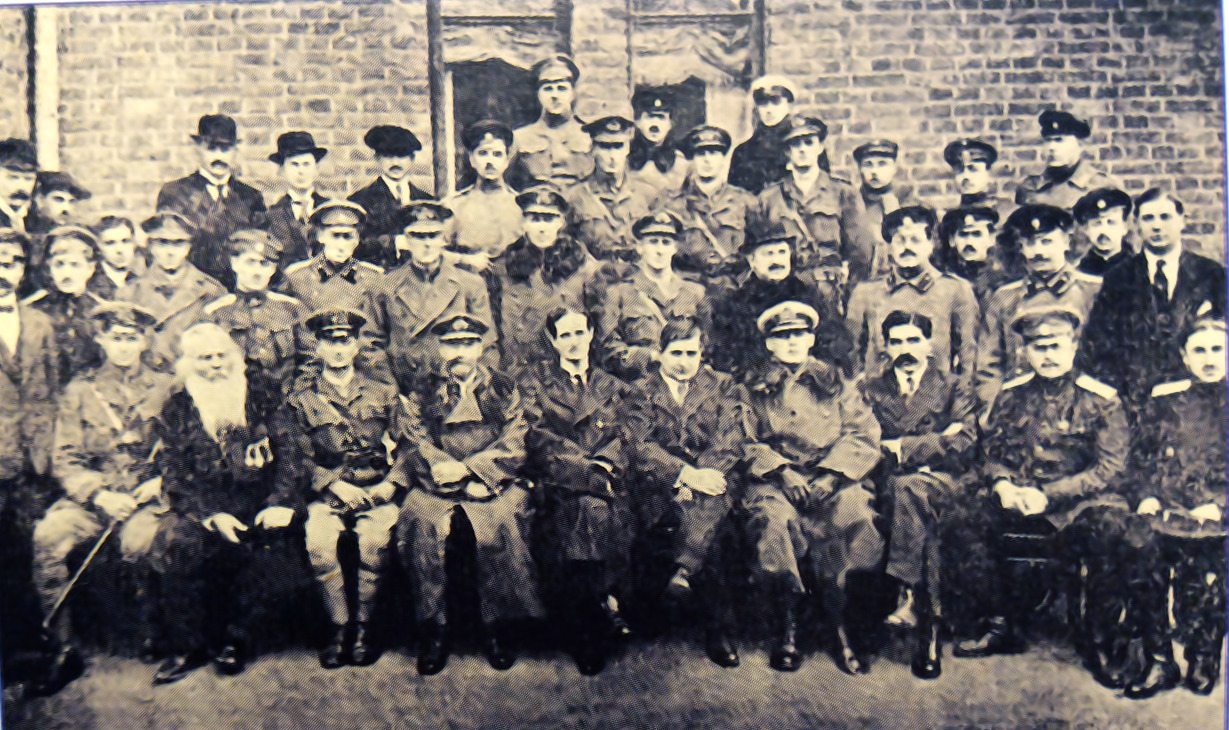
Делегация английских специалистов на заводе. А. А. Анатра сидит пятый справа в первом ряду. 1916 год.

В мае 1916 года был выпущен первый серийный самолёт «Анаде́» («Анатра-Д»). 
17 (30) мая 1916 года в штаб Управления Военно-Воздушного флота, находящегося в Киеве, на имя великого князя Александра Михайловича из Одессы была отправлена телеграмма, зарегистрированная под входящим номером 11261:

Всепреданнейше доношу Вашему Императорскому Высочеству что вчера был сдан первый самолёт Анатра Д в полёте с полной нагрузкой 350 килограмм и пулемётом показал скорость сто двадцать девять километров— Артур Анатра
С заводом было заключено несколько контрактов на выпуск «Анаде» — общим количеством  на 759 машин. В течение 1916—1917 годов их было сдано 225.
25 июля (7 августа) 1916 года состоялся первый полёт самолёта «Анаса́ль» (Анатра-ДС). Это был самый удачный самолёт разработки завода, выпускавшийся серийно. Суммарный заказ на него составил 700 единиц. Первые контракты на выполнение заказов были оформлены в середине декабря 1916 года. К началу революционных событий военную приёмку прошли только 46 машин.
Согласно свидетельству о праве собственности от 22 декабря 1916 (4 января 1917) года, выданному А. А. Анатре старшим фабричным инспектором Херсонской губернии, одесский авиастроительный завод «Анатра», площадь которого (вместе с аэродромом) составляла почти 1 кв. км, состоял из:

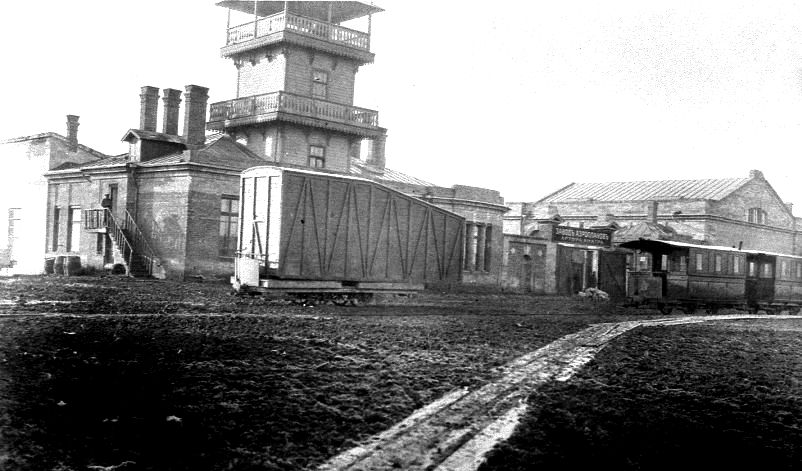
Завод «Анатра». На первом плане — вагоны на подъездных путях.

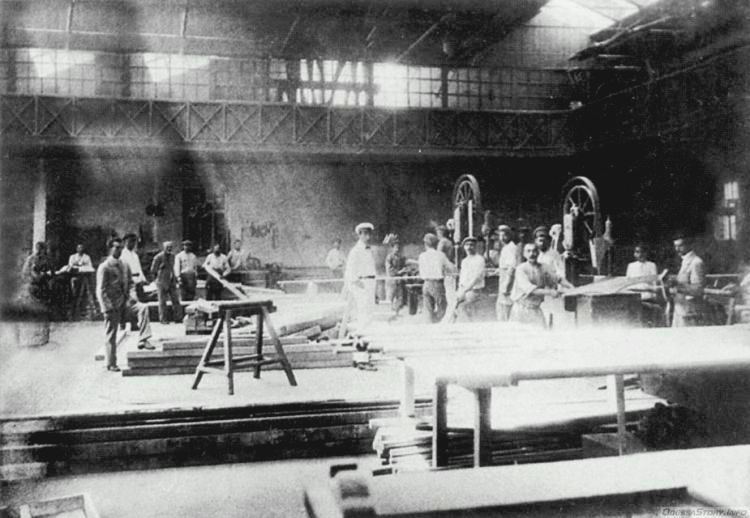
Столярный цех завода.

- основных производственных мощностей, расположенных у Стрельбищного поля (1 нефтяной двигатель в 20 л. с., 1 нефтяной двигатель в 30 л. с., 8 электромоторов в 8 л. с., 1 электромотор в 100 л. с., 1 бензиновый мотор в 6 л. с., 1 бензиновый мотор в 3,5 л. с.), где работало 1030 рабочих;
- отделения завода (слесарный и штамповочный цеха) на улице Канатной, 22 (в собственном доме) (1 электромотор в 10 л. с., 1 электромотор в 3 л. с., 1 электромотор в 1,5 л. с.) — 430 рабочих;
- отделения на улице Ольгиевской, 5 (в арендуемом помещении) — 90 рабочих;
- отделения на улице Кондратенко, 36 (в арендуемом помещении) (6 электромоторов в 40 л. с.) — 300 рабочих. С января 1917 года отделение было переведено на улицу Белинского, 17 в здание, принадлежащее А. А. Анатре.

Возможная годовая производительность завода определялась в 17 млн рублей. В заключительной части документа было сказано: «Земельные участки и здания заводов (включая отделения) принадлежат А. А. Анатре, допускают крупное расширение и увеличение производительности, каковое расширение ими производится.» К тому времени завод выпускал до 80 военных самолётов в месяц.
С 1914 года до начала 1918 года заводом было выпущено 1045 самолётов. Завод также выпускал комплекты запасных частей для фронтовой авиации. К осени 1917 года по количеству рабочих (2200) и численности станков (131) одесский «Завод аэропланов Артура Анатра» вышел на второе место после московского завода «Дукс», был крупнейшим авиастроительным заводом на Юге России и третьим в Российской Империи по объёму производства.
Среди первых сотрудников Одесского авиационного завода были: механики Амелин и Адам-Иоганн Камм (механик С. И. Уточкина), слесарь Назар Ярый, «регулятор крыльев и мастер по деревянным работам» Медведев; техники: Буев, Г. Букасов, Жупаненко, Козак, Кульбака, П. Ф. Сучков; пилот и авиаконструктор В. Н. Хио́ни и его механик — мастер А. К. Михалькевич; с 1915 г. по 1917 г. работал Э. Девуатин (Emile Dewoitíne); в отделении завода на ул. Канатной, 22 был электриком Михаил Винницкий; некоторое время на заводе работал Альфред де Пишоф (Aifred de Pischof); в числе заводских летчиков-сдатчиков были французские пилоты:  лейтенант Марк Бонье (Marc Bonniér), лейтенант Жан Робине (Jean Robinét), капитан Люсьен Марсель Шандон (Lucien Marcel Chandón).
К началу Гражданской войны производство на заводе почти замерло. Но именно в этот период, в конце февраля 1918 года, с заводского аэродрома «Школьный» взлетел первый на пространстве бывшей Российской империи почтовый самолёт. Почтовый авиарейс по маршруту Одесса — Екатеринослав был осуществлён лётчиком-инструктором завода поручиком Алексеем Алексеевичем Туренко. Первое сообщение об этом перелёте было опубликовано в газете «Голос солдата» № 33 от 24 февраля 1918 года.
14 марта 1918 года Одесса была оккупирована австро-венгерскими войсками. На заводе «Анатра» к тому времени скопилось 242 готовых самолёта (68 «Фарман», 63 «Анаде», 111 «Анасаль») и 149 аппаратов «Анасаль», находящихся в различной степени готовности. 12 апреля после лётных испытаний «Анасаль» был принят на вооружение австро-венгерской авиации (в качестве учебного), получив название «Анатра C. I.», было отмечено высокое качество изготовления узлов самолёта, недосягаемое на тот период австрийскими предприятиями.
5 мая с Артуром Анатрой был заключён контракт на поставку австро-венгерской армии 200 «Анасалей». Но патриотически настроенные рабочие завода приняли решение саботировать заказ оккупационных войск: «никоим образом не налаживать выпуск аппаратов, всячески портить их». В строящиеся аэропланы закладывались дефекты. 28 июня 1918 года были сожжены 20 аэропланов, уже подготовленных к отправке в Австро-Венгрию. По подозрению в диверсии был арестован и по приговору военно-полевого суда расстрелян рабочий Павлов, что вызвало протестную забастовку коллектива завода, продолжавшуюся более месяца. Несмотря на эти события, к концу октября количество отправленных в Австрию самолётов составило 180 единиц. Один из уцелевших самолётов этой партии выставлен в экспозиции пражского Национального технического музея.

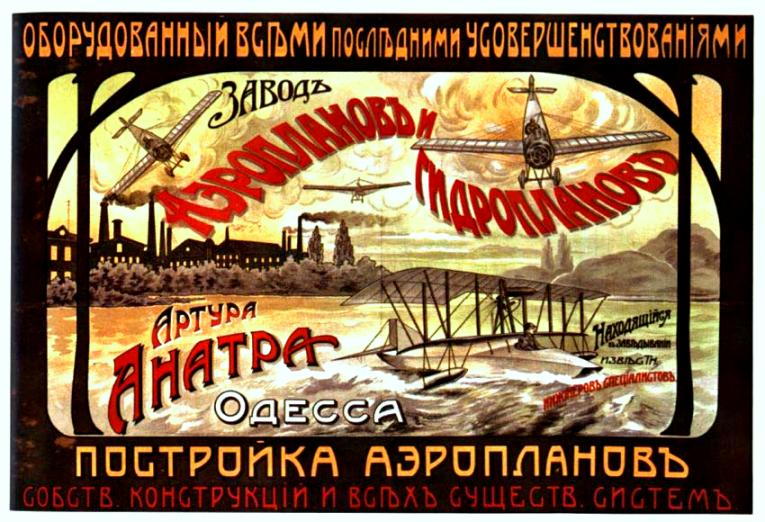
Торгово-промышленный плакат (53,5×71,5 см) одесского авиационного завода «Анатра», выполненный в стиле модерн. Хромолитография.
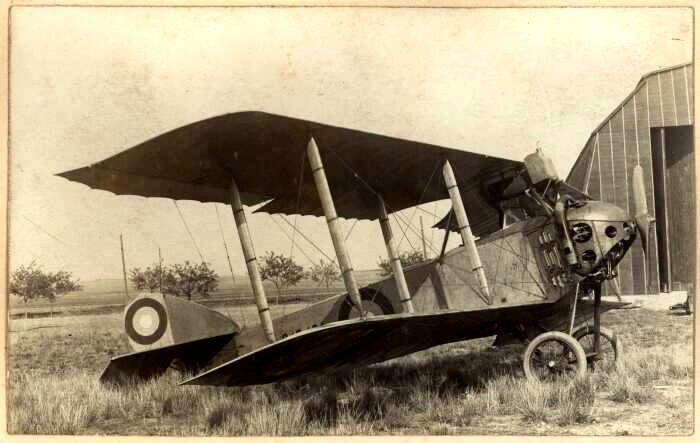
«Анатра-Анасаль».
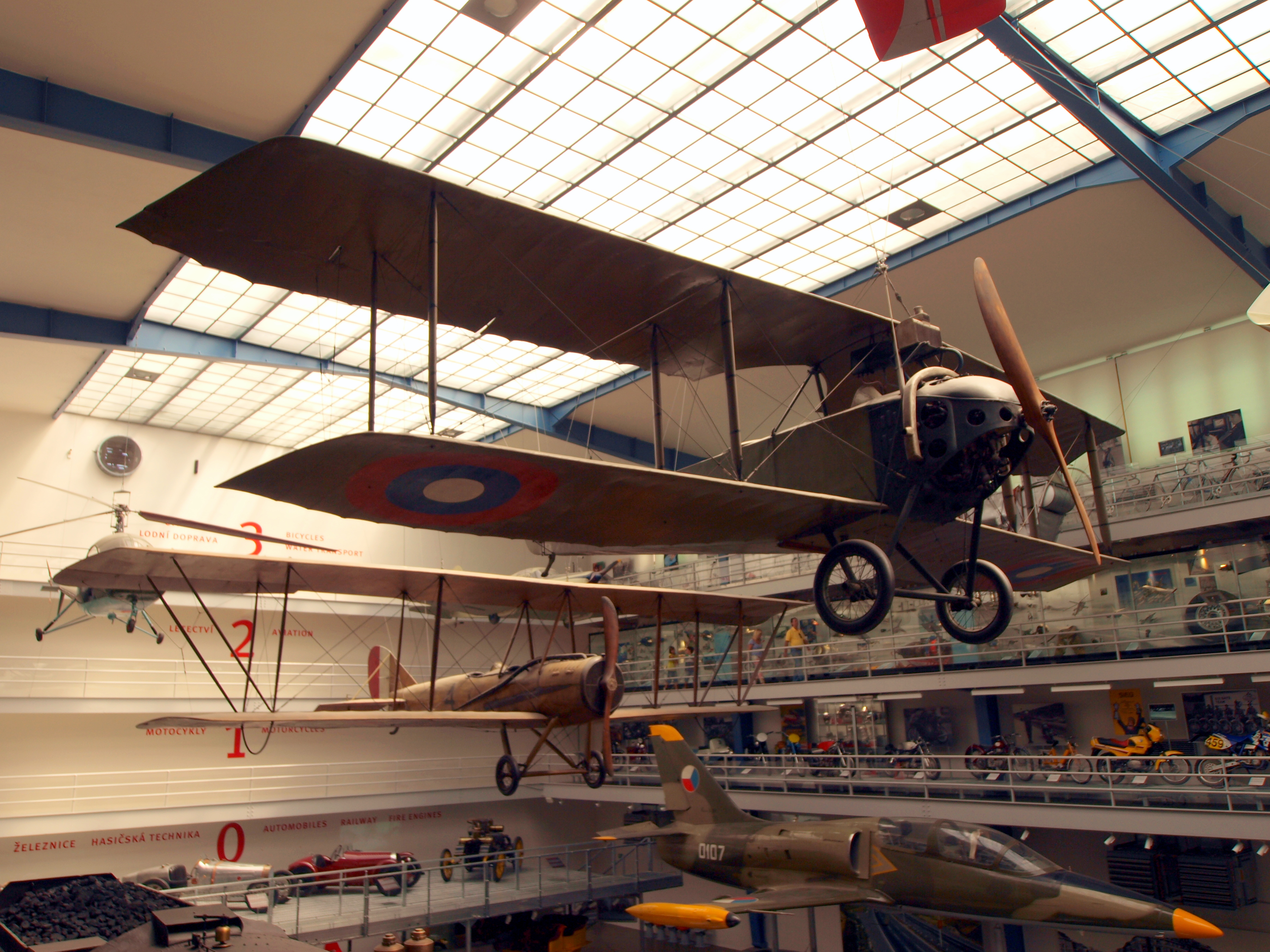
Последний сохранившийся самолёт, из построенных на авиазаводе «Анатра», в Национальном техническом музее Праги[23].

С приходом в Одессу войск Антанты производственная деятельность завода  останавливается. В начале 1919 года основатель и владелец завода А. А. Анатра эмигрировал во Францию.
После установления советской власти, приказом № 10 по отделу Управления Воздушного флота Штаба Народного Комиссариата по военным делам УССР от 7 июня 1919 года «Одесский Военно-Авиационный завод» и «Одесский Авиапарк» с 5 июня 1919 года считались единым целым с наименованием «Одесские Военно-Авиационные мастерские — Парк» ).

### 1920—1941

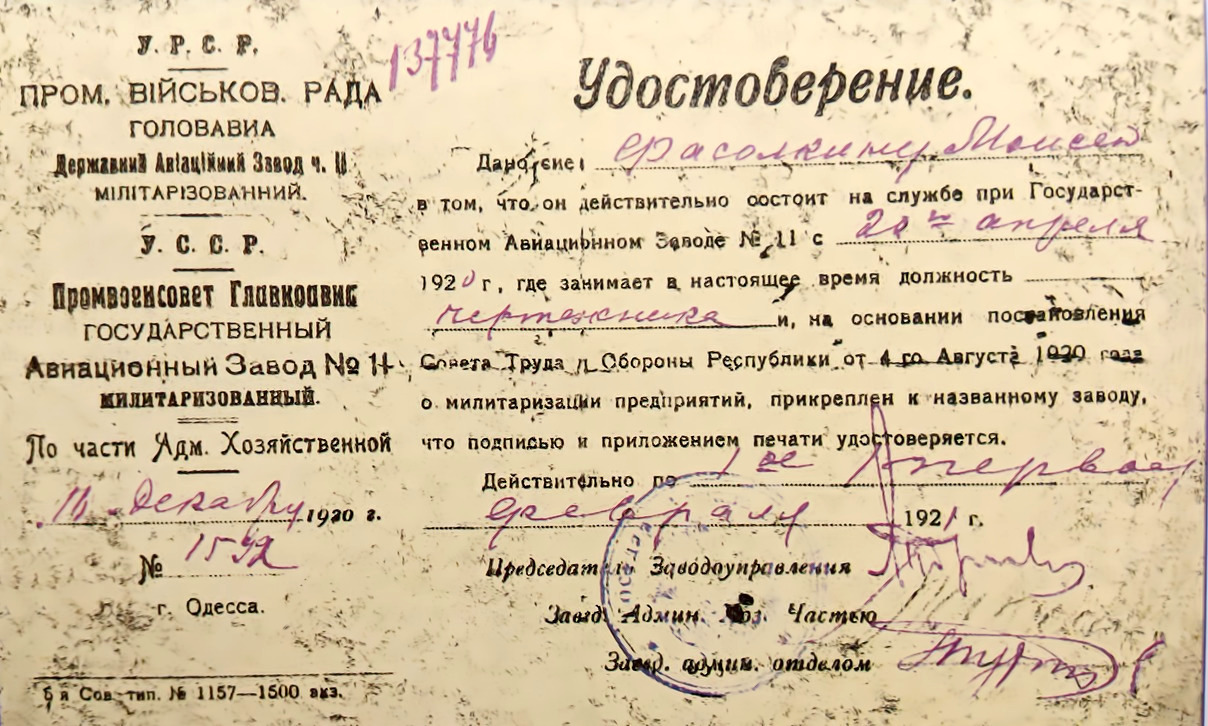
Удостоверение сотрудника ГАЗ №11.

С 7февраля 1920 года в Одессе была установлена советская власть. Бывший завод самолётов  «Анатра», ставший «Военно-авиационными мастерскими», подчинявшимися сначала Главкоавиа (Главное управление объединённых авиапромышленных заводов), а затем Главному Управлению Военной промышленности, был переименован в «Государственный авиационный завод № 11» (ГАЗ № 11). К этому времени завод был практически разорён. В ходе Гражданской войны при наступлении Белой армии на Украину, по приказу властей большевицкого Петрограда из одесских Военно-Авиационных мастерских было вывезено почти всё оборудование и материалы. Только вывезенного из Одессы и Киева авиационно-воздухоплавательного имущества «300 с лишним вагонов прибыли благополучно в Москву.»
В своём письме в Одесский Губисполком управляющий заводом Воронцов писал: «Государственный авиационный завод № 11» (бывший завод самолётов «Анатра») в настоящее время переживает небывалый не только в его истории, но и, вероятно, в истории какого-либо завода катастрофический момент, который ведёт на верную гибель завод. Стоя на государственном снабжении, работая исключительно по производству самолётов для красной авиации, завод вот уже несколько месяцев брошен на произвол судьбы совершенно без денежных средств и материалов…»
Сотрудники завода, (288 рабочих и служащих) получали зарплату, которая составляла всего около 15 % прожиточного минимума и выплачивалась раз в 2—3 месяца. Плохие бытовые условия и недоедание сказывались на здоровье заводчан — смертность среди них достигла 2—3 % в месяц.
Но завод восстанавливался, и в первые месяцы 1920 года начались ремонт и сборка самолётов. Первыми стали: два «Фармана XX», английский «Ариэйт» (Re-8), немецкий «Эльфауге» (L.V.G.), «Анасаль» с двигателем «Сальмсон-150 H. P.» За три месяца 1922 года (май, июнь, июль) на заводе были построены 29 самолётов.

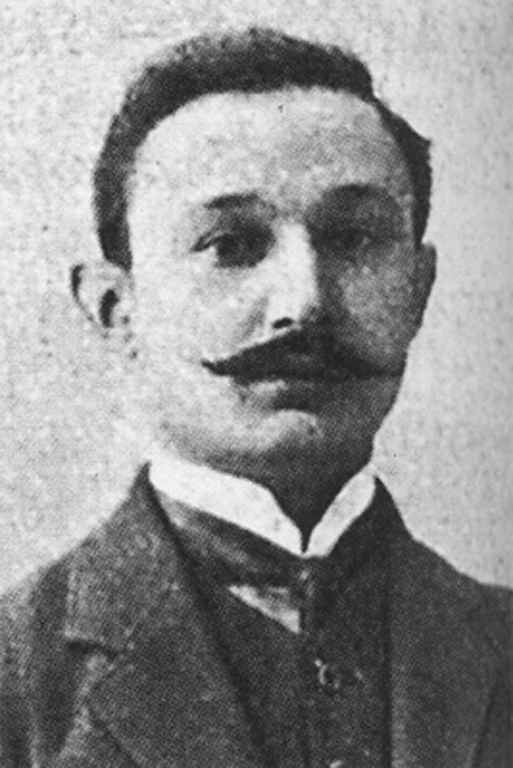
Василий Николаевич Хиони.

Осенью того же года на завод прибыла ликвидационная комиссия и ГАЗ № 11 был расформирован. В Москву, Запорожье и Таганрог была вывезена большая часть оборудования, некоторые цеха завода, расположенные в разных районах города, были отданы другим организациям. Но часть оборудования и заводских помещений были переданы Василию Николаевичу Хиони — одному из первых авиаторов Одессы, пилоту-инструктору и конструктору завода «Анатра», который получил от Главного Управления Военной промышленности разрешение открыть частные авиаконструкторские мастерские. 

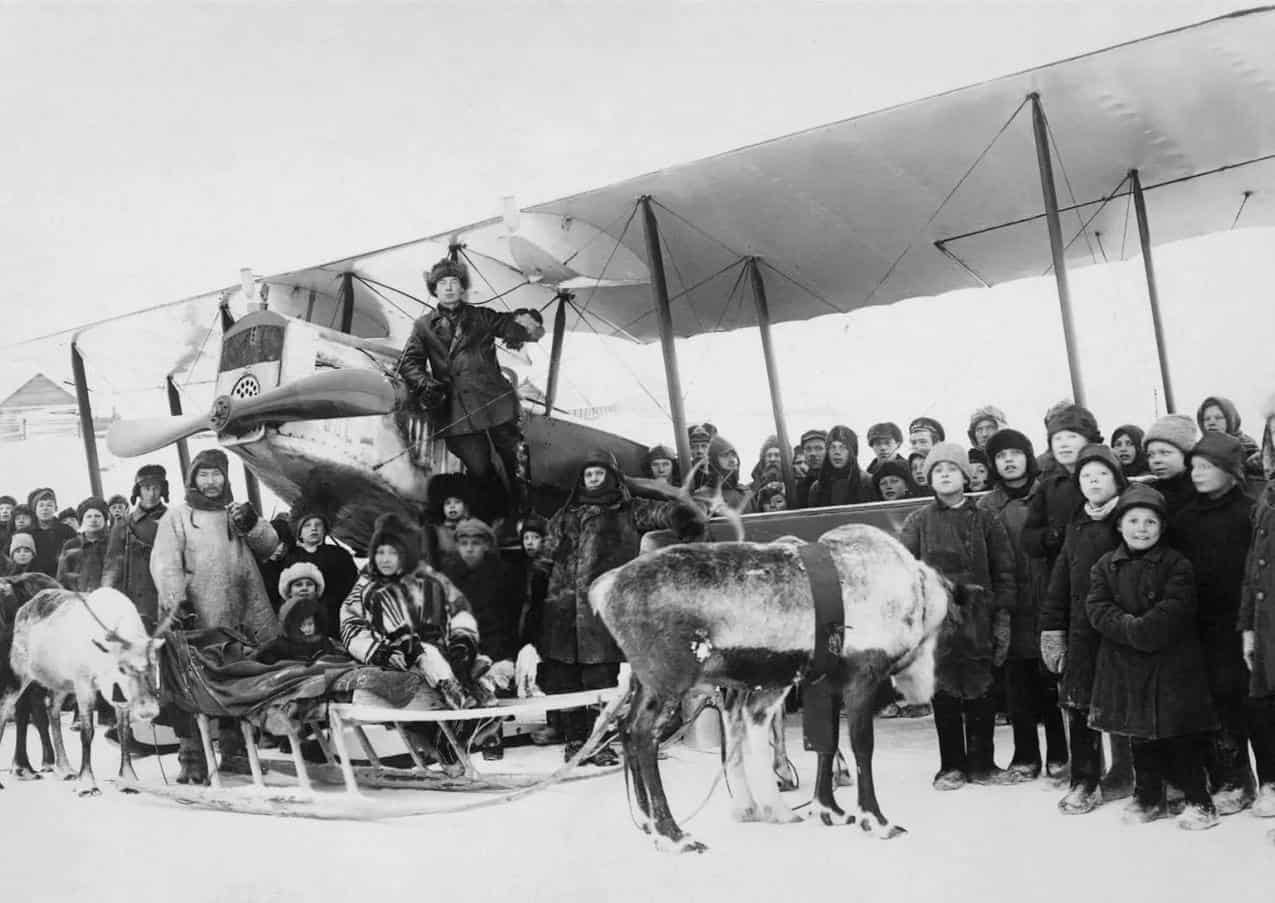
Агитационный самолёт «Хиони-5» на Севере.

Используя оставшиеся на складе итальянские стосильные двигатели Fiat, узлы и детали аэропланов «Анаде» и «Анасаль», выпускавшиеся на заводе «Анатра», он разработал проект лёгкого истребителя «Хиони-5». Самолёт, функцией которого было сопровождение и поддержка кавалерии, получил название «Конёк-Горбунок». Первый опытный образец прошёл лётные испытания весной 1923 года, был признан годным в качестве учебного, получил обозначение У-8 и стал первым советским самолётом, запущенным в серийное производство.
С 21 мая 1924 года авиационные мастерские снова стали государственным предприятием и получили название — «Государственные авиационные мастерские № 7» (ГАМ № 7). К осени того же года мастерскими был построен 31 самолёт У-8. Он не нашёл применения в армии, но использовался в качестве учебного, агитационного и стал первым в стране самолётом, положившим начало использованию авиации в сельском хозяйстве. «Конёк-Гобунок», снабжённый специальным устройством для распыления ядохимикатов, которое тоже было сконструировано и изготовлено в ГАМ № 7, впервые произвёл опыление больших площадей, поражённых саранчой на юге Украины.
Немаловажным достоинством этого самолёта была его невысокая цена: «… Использование фабрикатов и полуфабрикатов, оставшихся без дела в мастерских и обречённых на уничтожение, привело к значительному удешевлению стоимости конструированных аппаратов до 4 500 рублей каждого, вместо 15 750 (аппарат системы «Авро»)… .
Положительные оценки специалистов получил самолёт сельскохозяйственной авиации У-8, представленный на Международной авиационной выставке, проходившей в 1928 году в Берлине.
Самолёт активно использовался на территории СССР до 1929 года.
Несмотря на доказанную экономическую, политическую и техническую целесообразность существования Одесских авиамастерских, над ними снова нависла угроза ликвидации. В связи с этим, Президиум Одесского Губисполкома направил обращение к руководству ВВС РККА:

«…Наличие в Одессе авиационных мастерских является весьма важным подспорьем для нормальной авиационной деятельности военных авиационных единиц, расположенных в городе и близлежащем к нему районе, не имеющих возможности собственными силами производить сложные и серьёзные ремонтно-восстановительные работы. Отзывы гидро- и истребительных отрядов о деятельности авиамастеров свидетельствуют о настоятельной нужде в их сохранении для обеспечения интересов военной авиации в Одесском районе. Затрата значительных средств на дооборудование завода, усовершенствования его технического состояния, доведённого до блестящих пределов, при возможности сооружения любых конструкций самолётов, превращают ликвидацию завода в совершенно нецелесообразное в хозяйственном отношении мероприятие, особенно при бедности Союза Республик собственными предприятиями, тем более, что завод за время своей деятельности в течение 1924 года принёс существенную материальную пользу для государства… 
… Интересы молодой развивающейся авиапромышленности, а также местные хозяйственные интересы настоятельно диктуют необходимость сохранения авиазавода № 7, восстановленного усилиями работников авиационного дела в целях укрепления экономической и военной мощи Союза Республик.»
 Но начальника ВВС РККА А. П. Розенгольца эти доводы не убедили, и на завод прибыла новая ликвидационная комиссия.

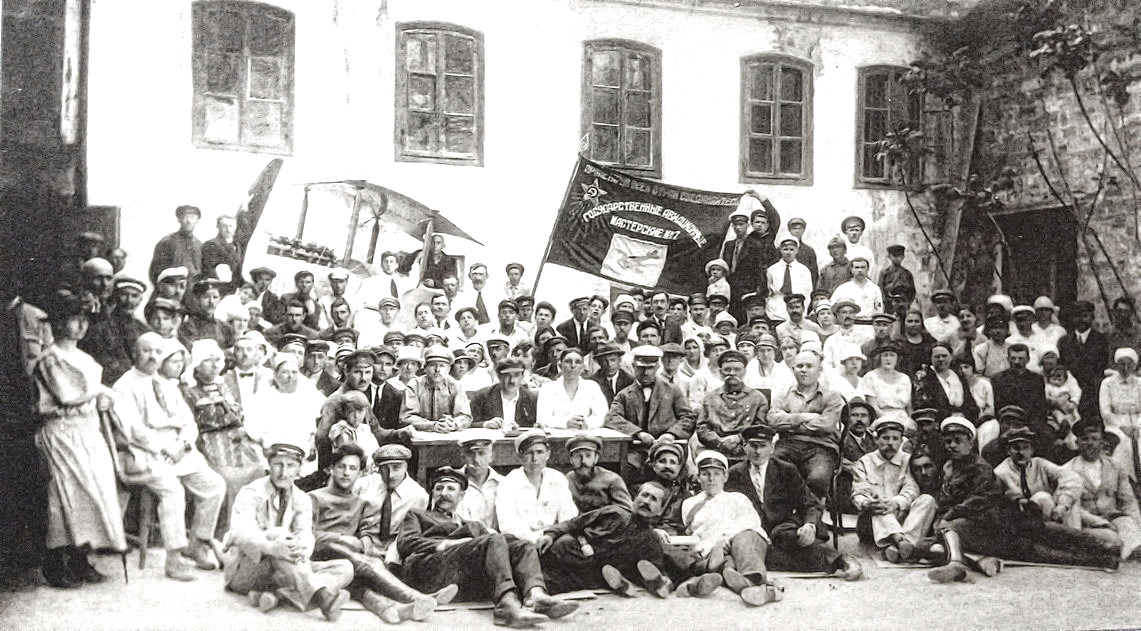
Государственные авиационные мастерские №7, 1920-е годы.

В марте 1923 года было организовано Общество авиации и воздухоплавания Украины и Крыма (ОАВУК). 
Одесским авиаторам удалось убедить ликвидационную комиссию закрепить ГАМ № 7 за Губотделом ОАВУК. В этом новом качестве деятельность одесских авиационных мастерских сводилась к «постройке моделей рекордныхпланёров и проведению технической пропаганды», выпуск новых самолётов запрещался. 
В 1924 году при ОАВУК был создан авиационно-механический завод «ОАВУК», который расположился в здании на ул. Канатной (в 1924 г.  — ул. Я. М. Свердлова), 22, где раньше размещались слесарный и штамповочный цеха завода «Анатра». Завод принимал  «заказы на постройку и ремонт авиационных машин...».
Ко вторым планёрным испытаниям, проходившим осенью 1924 года в Коктебеле, в двух кружках одесских планеристов с помощью сотрудников авиамастерских ОАВУК были построены два планёра А-5 по проекту К. К. Арцеулова. Один из этих планёров был назван «Икар». За особую красоту и технику полёта на «Икаре» Константину Арцеулову было присвоено звание «Пилот-паритель».
При ОАВУК  были открыты шестимесячные вечерние курсы для будущих планеристов, лекции на которых читали специалисты завода. Для повышения интереса к авиации массовой публике читались популярные лекции, проводились экскурсии по цехам. Лётчики-сдатчики совершали не только агитационные, но и многочисленные ознакомительные полёты с желающими подняться в небо. Одним из этих лётчиков был Александр Тихонович Бербеко.
Приказом Наркома обороны от 15. 08. 1929 года ГАМ № 7 вошли в состав Одесской авиационной школы пилотов. В тридцатые годы обновлённые, усовершенствованные, модернизированные мастерские осваивают ремонт новых советских самолётов: У-1, У-2, Р-1, Р-5, И-5, И-15, И-16, И-153; двигателей: Рон-120, М-11, М-17, М-22, М-62. В своём запросе в Промвоенукр управляющий Одесскими авиамастерскими Н. Песков выступает с инициативой снабжать находящиеся в ремонте самолёты приборами радиосвязи. Это были одни из первых советских самолётов получивших радиосвязь.
Приказом Наркома Обороны от 14. 03. 1938 года ГАМ № 7 становятся снова самостоятельным авиапредприятием — «256-ми стационарными авиационными мастерскими», которые с 13 апреля 1939 года, имеющие в своём штате 20 человек командного состава и 200 вольнонаёмных сотрудников, подчиняются ВВС Одесского военного округа. Перед самой войной 256 САМ заняли первое место среди ремонтных предприятий ВВС РККА.

### 1941—1945

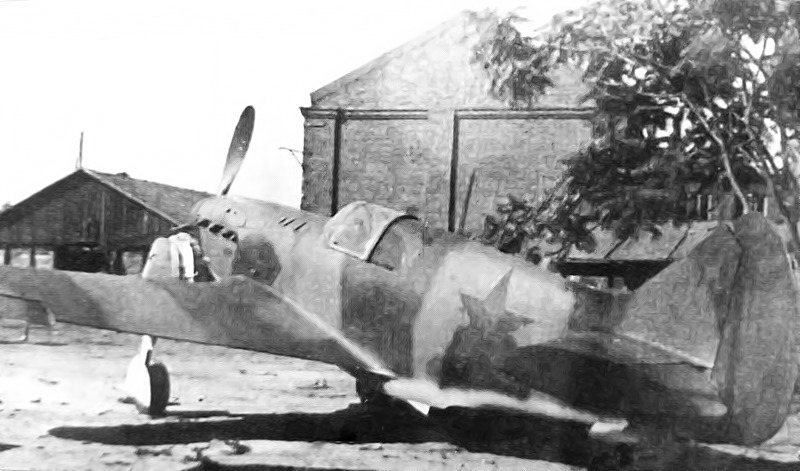
Школьный аэродром в первые дни войны, 1941 год.

В 1941 году 256-е стационарные авиамастерские Одесского военного округа дислоцировались на аэродроме «Школьный» — территории основных производственных мощностей бывшего «Завода аэропланов Артура Анатра». Уже с первых дней войны штат 256 САМ (которым был присвоен номер в/ч 10388) с учётом ожидаемого резкого увеличения объёма ремонтных работ, почти удвоился. Мастерские получили пополнение за счёт квалифицированных специалистов одесских предприятий. Первый пострадавший в воздушном бою над Одессой самолёт И-16 поступил на ремонт в мастерские 28 июня 1941 года.
В течение войны, авиареморганы по роду своей деятельности не могли быть слишком удалены от фронта, — в зависимости от изменений линии фронта менялась и дислокация авиаремонтных мастерских. В середине июля 256 САМ были эвакуированы в район Сталино (Донецка), расположившись в посёлке Калиновка, на территории местного авторемонтного завода, который присоединился к мастерским, образовав цех № 9. После эвакуации мастерских из Одессы, там ещё оставалось несколько ремонтников, которые помогали авиатехникам 69-го авиаполка. Они отбыли из Одессы в сентябре, предварительно убедившись в том, что производственные здания, оставшееся оборудование и коммуникации мастерских заминированы, «чтобы не достались врагу на случай взятия им Одессы». За два месяца работы в Калиновке в мастерских было отремонтировано более 30 самолётов и сотни двигателей.
В конце сентября мастерские переводятся в Армавир. Но в Армавире уже при разгрузке первого оборудования был получен новый приказ о передислокации в Сталинград (Волгоград). В итоге, в/ч 10388 была направлена в Камышин, где разместилась в помещениях спирто-водочного завода, совершенно не подходящих для работы авиаремонтных мастерских. В тяжёлых условиях морозной зимы 1941—1942 года, при почти неотапливаемых производственных и бытовых помещениях, при ночных бомбёжках, одесситы не только не снижали интенсивность труда, но повышали производительность, выпуская из ремонта всё больше техники.
Весной 1942 года появилась необходимость приближения мастерских к фронту. В начале марта 256 САМ разместились на окраине Ворошиловграда (Луганска), на аэродроме «Острая могила», где получили удобные помещения авиаремонтных цехов Школы военных пилотов и хороший запас автомобильного и авиационного ремонтного фонда. Для установленного объёма работ мастерские снова пополнились большим количеством работниц. В короткий срок были отремонтированы десятки самолётов и сотни спецавтомашин.
С приближением фронта мастерские должны были опять передислоцироваться. С 1 по 4 июля 5 эшелонов разросшихся мастерских были отправлены в Сталинград. На марше 256 САМ получили новый приказ — следовать в Беслан. Пробыв в Беслане всего месяц, они только успели наладить работу в помещениях маисового комбината им. Микояна и получили предписание отправляться в Тбилиси. Поскольку получить достаточное количество железнодорожных вагонов было невозможно, сотрудники мастерских (с семьями) были вынуждены отправиться по Военно-Грузинской дороге. Женщин, детей и больных отправили на машинах. Остальные шли пешком, — этой группой руководил начальник мастерских В. Г. Маликов. Когда четыре эшелона с оборудованием мастерских находились в Махачкале, в/ч 10388 было приказано ехать в Баку.
В сентябре 1942 года одесские авиационные мастерские разместились в помещениях недостроенного авиазавода посёлка Кишлы (пригород Баку). Впервые за время эвакуации мастерских, условия, в которых они находились, позволили им работать на полную мощность. Рабочий день начинался в 5 часов утра и заканчивался в 24. 00. При необходимости работали круглосуточно. Дисциплина военного времени была жёсткой. Один из приказов того времени по в/ч 10388: «Начальник цеха № 4 воен. техник 2 ранга т. Вычек донёс, что им наложено взыскание на старшину цеха т. Назарова Г. В. — арест на 2 суток — за уклонение от физзарядки».
В марте 1943 года, следуя за продвижением фронта, мастерские были переброшены в Армавир, где начали работу на территории бывшего завода «Армалит». Личный состав 256 САМ насчитывал к тому времени 480 человек.
С лета 1943 года в ремонт начала поступать техника зарубежного производства, полученная по ленд-лизу. В Армавире ремонтники 256 САМ освоили ремонт двигателей типа «Райт».
С 1942 года по 12 мая 1944 года 256 САМ входили в состав 4-й Воздушной армии.

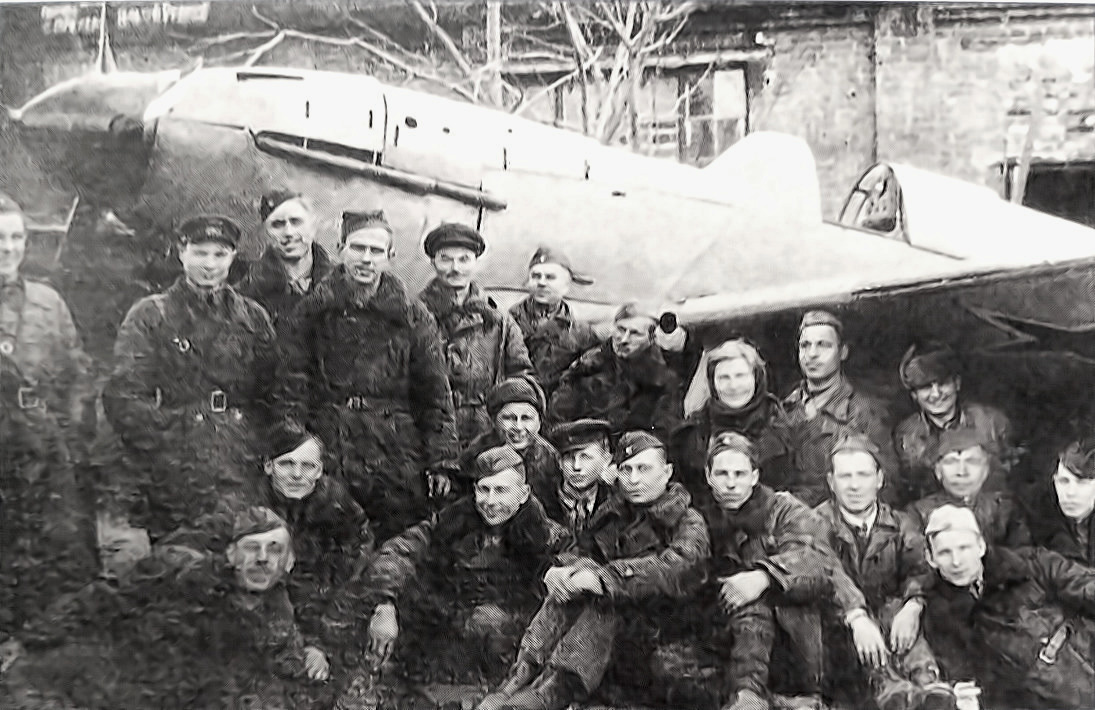
Личный состав самолётного цеха, 1944 год.

В июне 1944 года 256 САМ вернулись в Одессу. Авиакомплекс «Школьного» аэродрома был почти полностью разбит: «… Вся огромная площадь бывших мастерских представляла из себя горы кирпича, взорванного бетона, искорёженных металлоконструкций, досок, каких-то разбитых столбов. Двигательный цех — гора камней, испытательная станция — руины. Трансформаторная, силовая, аккумуляторная — в развалинах…», поэтому там смогла расположиться только малая часть самолётного цеха в частично уцелевшем помещении этого цеха. Остальные подразделения мастерских временно расположились на другом конце города — на Молдаванке, заняв территорию трикотажной фабрики им. Крупской. Параллельно с ремонтом авиатехники шёл ремонт производственных помещений. Количество отремонтированной техники тогда было небольшим: четыре — шесть самолётов и двигателей в месяц. Зимой 1944 года весь комплекс мастерских смог перебазироваться на «Школьный» аэродром.
В общей сложности, за время войны авиамастерские выполнили ремонт 546 самолётов советского производства (истребителей: И-15, И-16, ЛаГГ-3, Ла-5, Ла-7, МиГ-3, Як-1, Як-3, Як-9; штурмовиков Ил-2; военно-транспортных Ли-2; бипланов: По-2, Р-5), несколько десятков самолётов западного производства: («Бостон», «Аэрокобра», «Мессершмитт»), 1135 отечественных авиадвигателей (типа М-11, М-22, М-25, М-62, М-63 и других), десятки моторов зарубежного производства и сотни автомашин спецавтотранспорта.

### 1945—1991
Главной задачей коллектива предприятия, в первые послевоенные годы, было проведение работ по восстановлению, реконструкции, развитию производственных мощностей базы, не прекращая процесса ремонта авиатехники. В ремонт тогда чаще всего шли По-2, Ил-10, Як-1, двигатели М-11, Аш-62.
4 сентября 1946 года бывший завод самолётов «Анатра» получил очередное новое название — «302-я авиационная ремонтная база ВВС».
С 1955 года 302-я АРБ освоила массовый ремонт истребителя МиГ-15, а с 1957 — реактивных двигателей РД-95.
В 1959 году предприятие, первым в Вооружённых силах СССР, начало ремонт сверхзвуковых самолётов МиГ-19 и его модификаций: Миг-19С, МиГ-19П и Миг-19ПМ. С середины 50-х годов до середины 60-х объём отремонтированных самолётов и авиационных двигателей почти удвоился.
С начала 60-х годов очень выросло использование двигателей РД-95, ежемесячно предприятие выпускало до 70 этих отремонтированных авиамоторов. Испытательная станция двигателей должна была работать круглосуточно. В 1963 году была проведена её реконструкция — на станции было установлено шумопоглощающее оборудование. На несколько месяцев проведения монтажно-строительных работ станция была остановлена. План сдачи двигателей не мог быть выполнен. Но благодаря технологии частичной проверки двигателей с использованием списанного МиГ-19, разработанной на предприятии, сотни двигателей были сданы в срок. Этот метод был одобрен Государственным научно-исследовательским институтом эксплуатации и ремонта авиационной техники ВВС.
В 1964 году 302-я авиационная ремонтная база ВВС стала 562-м авиационно-ремонтным заводом.
В августе 1967 года прошёл испытания в воздухе первый, отремонтированный заводом, МиГ-21. Затем был освоен ремонт его модификаций: МиГ-2ПМ, МиГ-21С, МиГ-21УС, МиГ-21СМ. Завод выполнял капитальный ремонт двигателей: Р11-100, Р-13-300, Р11ФС-300, Р95-Ш.
Ещё в начале 1960-х годов завод одним из первых среди авиаремонтных предприятий СССР начал осуществлять ремонт МиГ-19 для Кубы и нескольких стран Африки. На созданной заводом в середине 60-х годов учебной базе проходили переподготовку специалисты из тех стран, армии которых использовали советскую авиатехнику. Для них было оборудовано общежитие гостиничного типа и учебно-технические классы.  Проходили переподготовку при заводе и специалисты из социалистических стран Европы. Завод помогал налаживать ремонт авиатехники ремонтникам Финляндии, Вьетнама, Монголии, Йемена и других стран. В 70-е годы объём ремонта техники для дружественных Советскому Союзу стран Европы, Азии, Африки и Латинской Америки значительно вырос. Для освоения и ввода в эксплуатацию отремонтированной авиационной техники, в эти страны командировались лучшие специалисты завода: рабочие, инженеры, инженерно-технических работники.

Председатель комиссии по изобретательству в/ч 36981, главный инженер 562-го авиационно-ремонтного завода, подполковник-инженер И. С. Кириченко (слева) в заводском цеху, март 1976 года.

С первых лет существования завода, когда его основатель и владелец А. Анатра учредил премиальный фонд «за улучшение форм и облегчение аппарата летающего», руководством завода уделялось большое внимание развитию рационализаторства, расцвет которого пришёлся на 1970-е годы. До 300 рационализаторских предложений, разработанных новаторами завода, 
внедрялись ежегодно. В этой работе участвовали около 200 заводчан. Одесский авиационно-ремонтный завод регулярно принимал участие в различных общесоюзных смотрах по рационализации и изобретательству. В 1976 году журналом «Техника и вооружение», отделом изобретательства Министерства обороны СССР, Центральным советом Всесоюзного общества изобретателей и рационализаторов (ВОИР) и ВДНХ СССР был организован смотр-конкурс на внедрение в воинских частях, военно-учебных заведениях и предприятиях технических новшеств, экспонируемых на ВДНХ. Среди коллективов, наиболее успешно участвовавших в конкурсе был коллектив Одесского авиационно-ремонтного завода.
В 1976 и 1977 годах лучшие новаторы завода были награждены нагрудными знаками «Отличник изобретательства и рационализаторства» Центральным Советом ВОИР и отделом изобретательства Министерства обороны. В 1978 году на Всесоюзном смотре творчества молодых новаторов на ВДНХ СССР заводские изобретатели получили серебряную и бронзовую медали. В 1979 году коллектив завода был награждён Грамотой Командующего войсками КОдВО  «За лучшую организацию изобретательской и рационализаторской работы».
В 1970-е годы сотрудники завода были награждены правительственными наградами:
- Орденом Трудового Красного Знамени — 10 человек;
- Орденом Трудовой Славы III степени — 7 человек;
- медалью «За трудовую доблесть» — 4 человека;
- медалью «За трудовое отличие» — 3 человека;
- медалью «Ветеран труда» — 105 человек;

В 1979 году (второй квартал) по итогам Всесоюзного соревнования, в котором принимали участие более 60-ти авиаремонтных предприятий ВВС, завод занял 3-е место.
1960-е и 1970-е годы стали для завода периодом активного капитального строительства. В ходе модернизации, реконструкции и расширения производства достраивались уже существующие цеха, строились новые, вводились в строй дополнительные складские помещения. В 1975 году командующим КОдВО был утверждён первый в истории завода Генеральный план его развития. Результатом реконструкции стал существенный рост объёма производства. Если в конце 60-х годов он составлял 4,5 млн рублей, то к середине 70-х достиг 8,3 млн рублей. С 1965 года по 1980 год завод вырос на 8830 квадратных метров новых площадей.
В 1986 году одесские авиаремонтники освоили ремонт самолёта нового поколения – МиГ-27.  Испытания первого, отремонтированного в Одессе, МиГ-27 прошли 25 декабря 1986 года.  В том же году заводу было присвоено звание «Предприятие высокой культуры производства».
В 1988 году Генеральный план развития завода, был скорректирован с учётом перехода предприятия к ремонту авиационной техники третьего поколения.
В конце 1980-х – начале 1990-х завод освоил ремонт самолётов МиГ-27К, капитальный ремонт двигателей Р95Ш и ремонт двигателей АИ-25ТЛ.

### После 1991
После провозглашения независимости Украины, 562-й авиаремонтный завод Министерства обороны СССР (в/ч 36981) был передан в ведение Министерства обороны Украины. В связи с сокращением государственного военного заказа, в 1990-е годы завод сократил объемы производства, часть помещений была сдана в аренду. Количество сотрудников завода сократилось с 1425 до 450 человек.

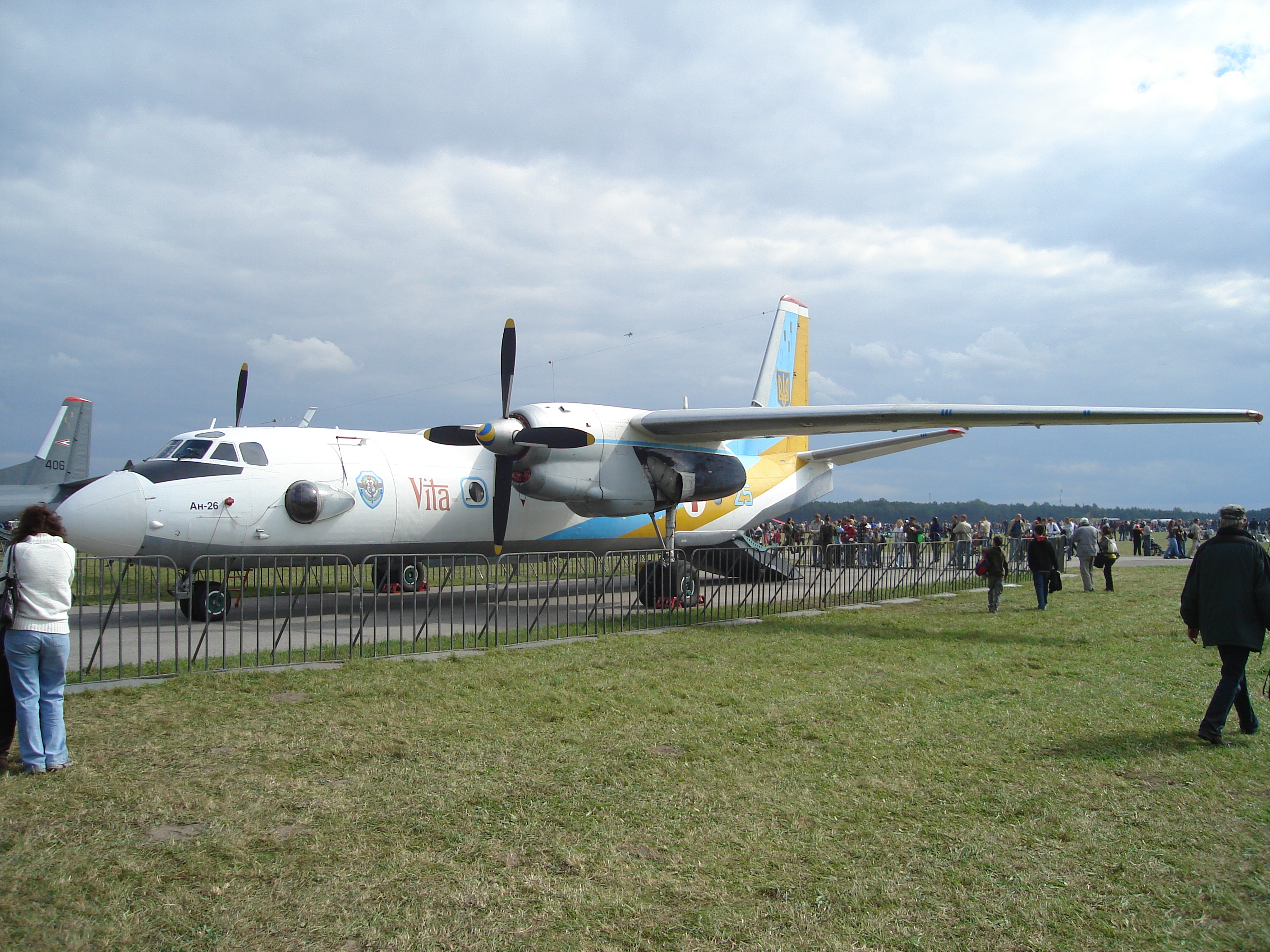
Ан-26 «Vita» на выставке авиатехники «Radom Air Show-2007».

27 июля 1998 года завод был внесён в перечень предприятий, имеющих стратегическое значение для экономики и безопасности Украины.
В 2001 году на Одесском авиаремонтном заводе один военно-транспортный самолёт Ан-26 ВВС Украины был переоборудован в санитарно-транспортный самолёт Ан-26 «Vita», в 2002 году после завершения испытаний он был принят на вооружение ВВС Украины.
В 2001 году, к 90-летию предприятия, цехом опытного производства самолётов была изготовлена копия одного из первых, разработанных и выпускавшихся заводом серийно, самолёта «Анатра Анасаль». Монумент с макетом самолёта на постаменте был открыт на территории завода 27 апреля 2001 года. В дальнейшем заводом были изготовлены ещё два таких макета  — для Государственного музея авиации и Национального авиационного университета.

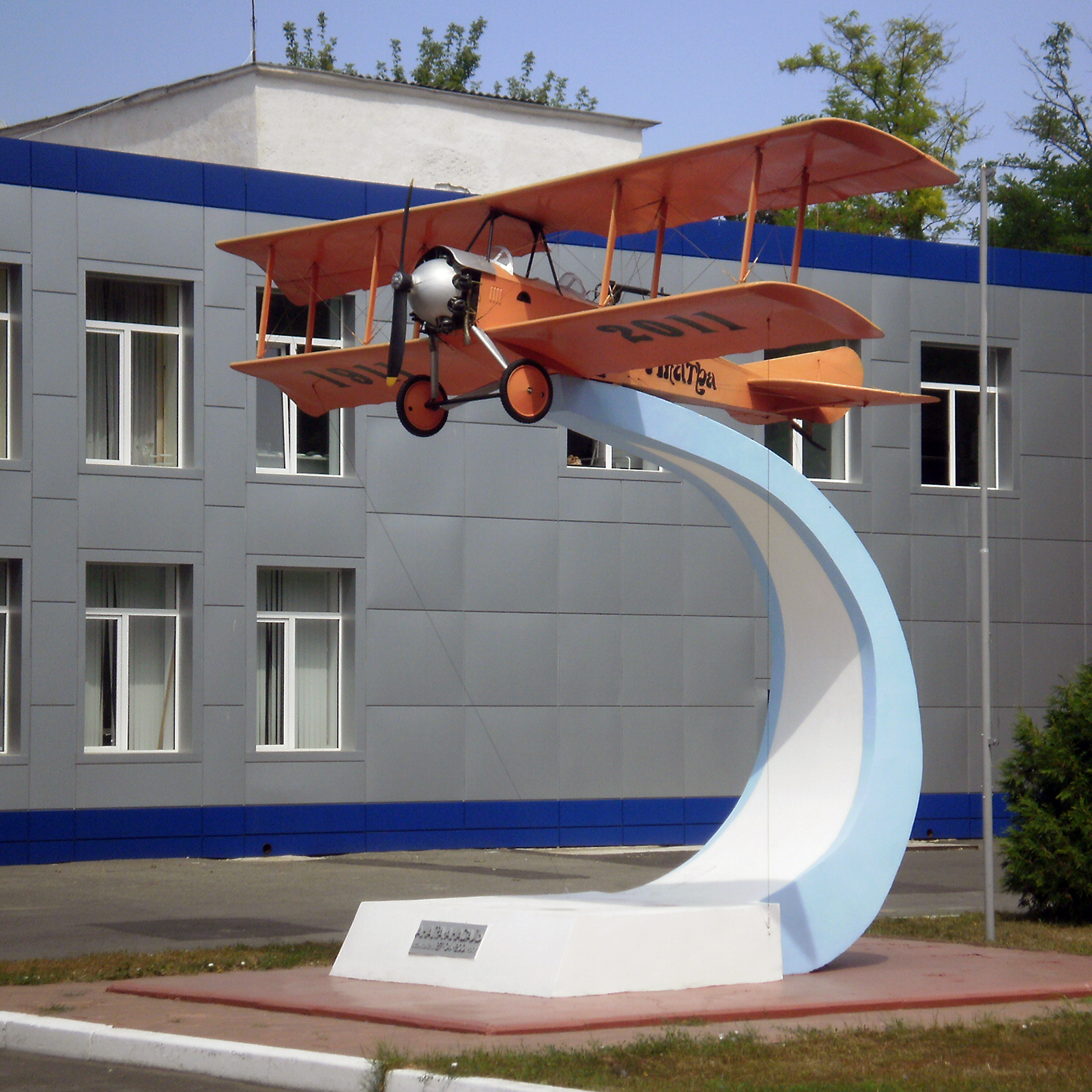
Макет (1:2) самолёта «Анатра Анасаль» на территории Одесского авиационного завода. Установлен в 2001 году.

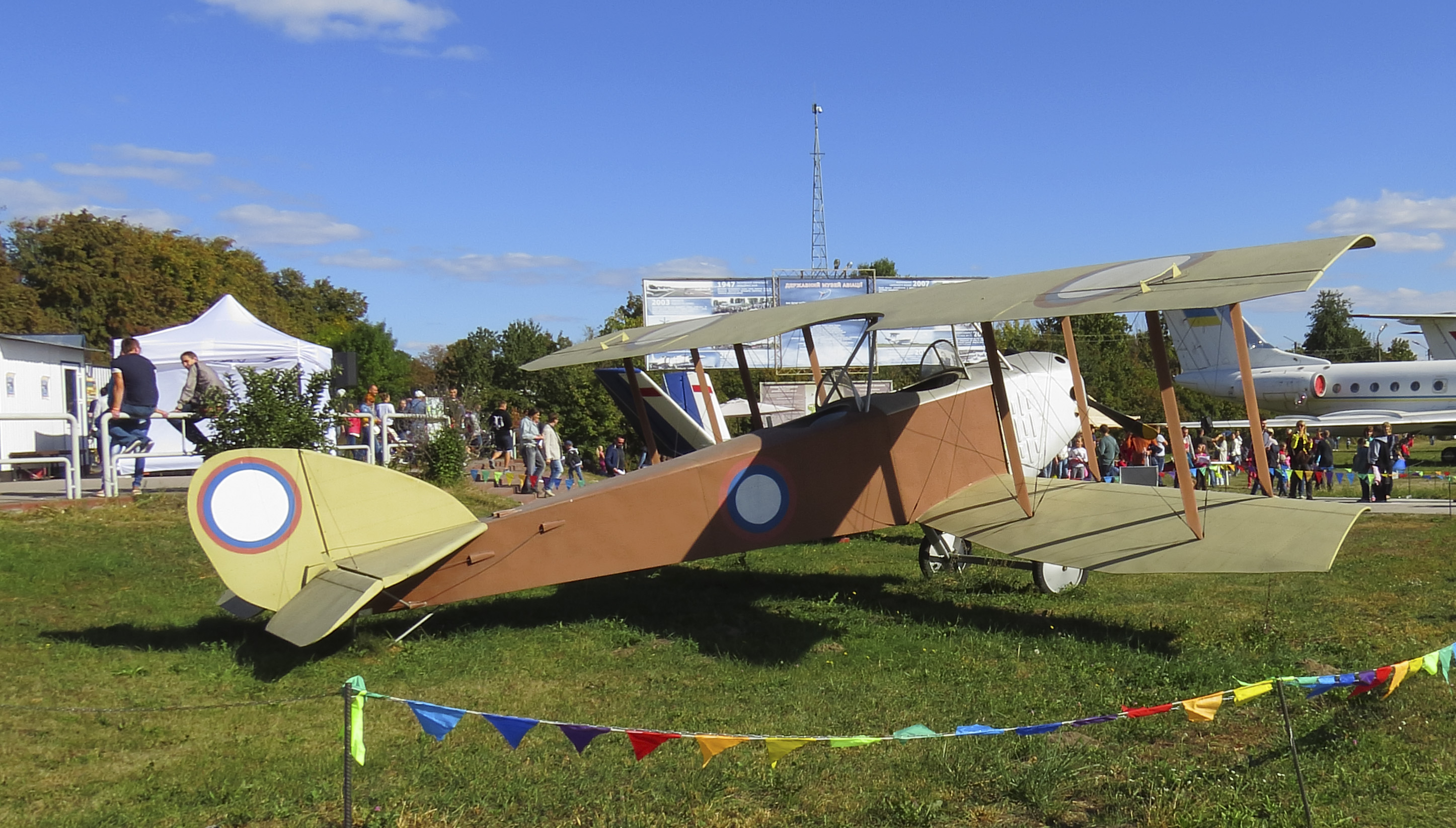
Реплика самолёта Анатра-Анасаль в Киевском музее авиации.

Летом 2003 года на 45-м международном авиасалоне Ле-Бурже была представлена продукция завода.
В 2005 году, к своему 95-летию (2006 год), завод изготовил действующую копию аэроплана «Анатра-2».
После создания 7 июня 2005 года концерна «Авиавоенремонт» завод был включён в состав концерна и получил новое наименование: Одесское авиаремонтное предприятие «Одессавиаремсервис».
По состоянию на начало 2008 года заводом был освоен ремонт 28 типов самолётов и 16 типов авиадвигателей, основными направлениями деятельности предприятия являлись:
- капитальный ремонт и модернизация самолётов МиГ-21, МиГ-23, МиГ-27, L-39, Як-52[2]
- капитальный ремонт авиадвигателей Р11, Р13, Р25, Р95Ш, АИ-25ТЛ, М-14П, М-14В26, коробок самолётных агрегатов КСА-2 и КСА-3 (для истребителей МиГ)[2]
- переоборудование и переоснащение самолётов Ан-24 и Ан-26, вертолётов Ми-8 и Ми-17[2]
- изготовление остекления для авиатехники из органического ориентированного и неориентированного стекла[2]
- изготовление шлангов высокого и низкого давления, иных резинотехнических изделий для авиатехники[2]
- оказание услуг военно-технического назначения: консультирование и обучение специалистов технологиям ремонта авиатехники[2]

В 2009 году предприятие завершило работы по созданию модернизированного варианта учебно-тренировочного самолёта L-39C, который был официально принят на вооружение ВВС Украины 8 июля 2009 года под наименованием Л-39М1, а также выполнило ремонт истребителя МиГ-23 ВВС Анголы (в ходе проверки деятельности предприятия в 2017 году было установлено, что при выполнении этого контракта был разукомплектован МиГ-23УБ, снятый с вооружения ВВС Украины и находившийся на хранении на заводе).
25 февраля 2010 года завод подписал договор с АНТК им. Антонова, в соответствии с которым было принято решение об обучении персонала одесского авиаремонтного предприятия на филиале «Серийный завод «Антонов». В дальнейшем, в Одессе планировалось начать производство конструкций крыла для самолёта Ан-148.
9 июня 2010 года Кабинет министров Украины принял постановление № 405, в соответствии с которым завод вошёл в перечень предприятий авиапромышленности Украины, получающих государственную поддержку.
После создания в декабре 2010 года государственного концерна «Укроборонпром», в 2011 году завод вошёл в состав концерна.
9 июля 2011 года выполнил первый полёт построенный заводом опытный экземпляр лёгкого самолёта С09 «Дельфин» с двигателем французского производства (после окончания лётных испытаний, 17 июля 2011 самолёт был сертифицирован).
26 октября 2011 года завод официально представил два новых лёгких поршневых самолёта: многоцелевой четырёхместный самолёт С09 «Дельфин» и специализированный двухместный сельскохозяйственный самолёт для проведения авиационно-химических работ «Фермер-300».
В 2012 году предприятие получило новое наименование: «Одесский авиационный завод».
1 ноября 2012 года завод завершил ремонт и передал 204-й бригаде тактической авиации ВВС Украины один прошедший капитальный ремонт самолёт L-39. В декабре 2012 года завод завершил ремонт и передал 204-й бригаде тактической авиации ВВС Украины ещё два прошедших капитальный ремонт и модернизированных самолёта L-39.
В 2013 году предприятие завершило работы по созданию летающего тренажёра на базе учебно-тренировочного самолёта L-39C, который получил наименование Л-39М.
8 июля 2013 года «Укрспецэкспорт» заключил контракт на ремонт и модернизацию 12 истребителей МиГ-21бис для ВВС Хорватии, на которые следовало установить новое навигационное оборудование производства чешской компании «Česká Letecká Servisní A.S.». Исполнителем работ стал Одесский авиазавод. Первый отремонтированный самолёт был передан хорватской стороне 12 апреля 2014 года, к 7 мая 2014 хорватской стороне были переданы три отремонтированных самолёта, к 7 июля 2014 хорватской стороне были переданы 7 самолётов, к 22 ноября 2014 завод завершил ремонт 11 самолётов, после чего министерство обороны Хорватии потребовало наложить на украинскую сторону штраф в связи с невыполнением работ по контракту в установленные сроки.
После начала боевых действий на востоке Украины весной 2014 года, предприятие было привлечено к выполнению военного заказа: ремонту узлов и агрегатов самолётов ВВС Украины. 26 июня 2014 завод получил ещё 16,97 млн. гривен на капитальный ремонт семи коробок самолётных агрегатов КСА3. 12 марта 2015 завод получил ещё 11,88 млн гривен на ремонт коробок самолётных агрегатов КСА3
22 сентября 2015 года на выставке «Зброя та безпека-2015» завод представил макет лёгкого двухместного патрульного самолёта Y1.02 «Дельфин» (военная версия самолёта Y1"Дельфин", оснащённая 7,62-мм пулемётом ПКТ, блоком неуправляемых реактивных снарядов и гиростабилизированной камерой). Кроме того, сообщается, что самолёт Y1.02 может быть оснащён парашютной системой КС-1500.

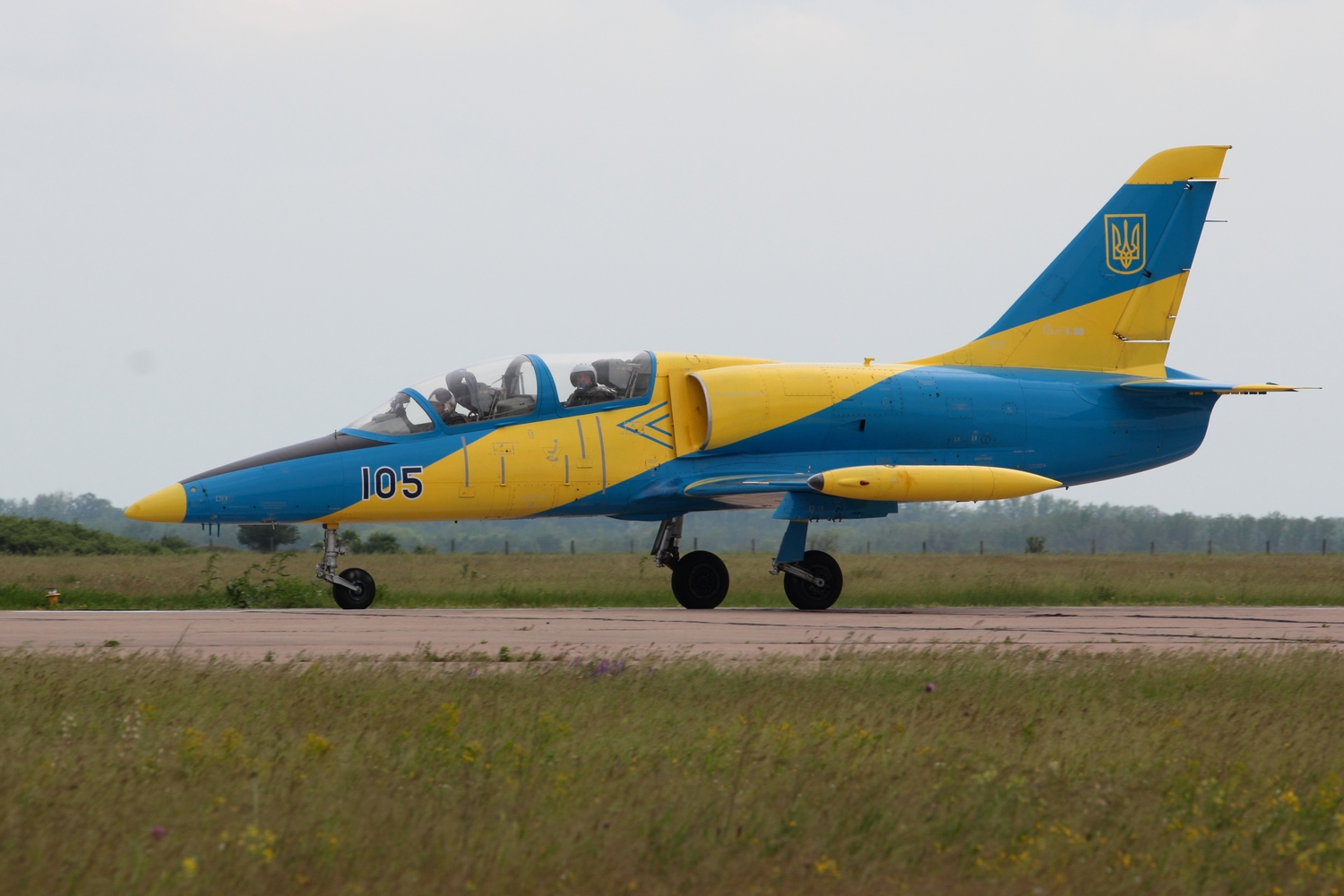
Учебно-боевой самолёт Л-39М1.

27 ноября 2015 завод завершил модернизацию одного L-39C, который был модернизирован до уровня L-39M и поступил в 204-ю бригаду тактической авиации ВВС Украины. 5 декабря 2015 завод завершил модернизацию и передал в 40-ю бригаду тактической авиации ВВС Украины ещё один L-39M.
В марте 2016 года было объявлено о намерении освоить в 2016 году на заводе производство мягких топливных баков к вертолёту Ми-8. В 2016 году завод отремонтировал и передал в войска три самолёта (один модернизированный Л-39М и два Л-39М1).
В феврале 2018 года завод сообщил о освоении серийного производства Y1 «Дельфин», в сборочном цехе помимо предсерийного образца были представлены корпуса ещё двух Y1.
По состоянию на май 2018 года завод являлся единственным предприятием Украины, способным выполнять капитальный ремонт планера и двигателей самолётов МиГ-21 и L-39.
В феврале 2021 года действующим на тот момент генеральным директором (2020—2023) Государственного концерна «Укроборонпром»  Ю. В. Гусевым было сделано
заявление о намерении освоить на заводе выпуск американских вертолётов Bell UH-1 Iroquois. В дальнейшем стало известно, что планируется организовать сборочное производство вертолёта SW 205 — модификации вертолёта Bell 205, разработанной американской компанией «Southwest Florida Aviation Inc.». Для финансирования проекта предполагалось привлечь инвестиционную компанию «Aviastar Invest Corporation». Первый вертолёт должен был быть построен ко Дню Независимости, но производство налажено не было.
В апреле 2021 года завод получил право на экспорт продукции военного назначения.
С 30 декабря 2022 года Государственное предприятие «Одесский авиационный завод» (ГП «ОАЗ») стал Товариществом с ограниченной ответственностью «Одесский авиационный завод» (ТОВ «ОАЗ»).

## Руководство завода

### Управляющие, начальники, директора
- Управляющий «ГАЗ № 11» Воронцов — начало 20-х годов[27];
- Владелец Одесских авиаконструкторских мастерских Василий Николаевич Хиони — первая половина 20-х годов. Окончил авиационную школу «Антуанет», получил диплом авиатора Французского авиаклуба. Проработав несколько месяцев на авиазавде «Антуанет», получил диплом механика-авиатора[112];
- Управляющий Одесскими авиационными мастерскими Н. Песков — 30-е годы[38];
- Начальник 256-х стационарных авиационных мастерских военный инженер 3-го ранга Василий Григорьевич Маликов — с апреля 1939 года по октябрь 1945 года[113];
- Начальник 256-х стационарных авиационных мастерских / начальник 302 авиационно-ремонтной базы инженер-подполковник Котов Павел Фёдорович — с 1945 года до конца 1946 года[55];
- Начальник 302 авиационно-ремонтной базы инженер-подполковник Яков Киршьянович Нейланд — с конца 1946 года[114];
- Начальник 302 авиационно-ремонтной базы инженер-подполковник Иван Васильевич Говорухин — 1948 год[114];.
- Начальник 302 авиационно-ремонтной базы инженер-подполковник Фёдор Яковлевич Кодинец — 1949 год[114];
- Начальник 302 авиационно-ремонтной базы инженер-подполковник Андрей Григорьевич Кочетыгов — до мая 1951 года[115];

- Начальник 302 авиационно-ремонтной базы / начальник 562 авиационно-ремонтного завода подполковник / полковник технической службы Павел Николаевич Розов — с мая 1951 года по март 1965 года. Окончил 4-ю военную школу авиатехников в Иркутске. Учился на курсах усовершенствования при Ленинградской Военно-воздушной инженерной академии[115];
- Начальник 562 авиационно-ремонтного завода полковник-инженер Яков Павлович Тесла — с марта 1965 года по март 1974 год. Работал на полигоне Капустин Яр. Окончил Харьковское высшее авиационно-инженерное военное училище[116];
- Начальник 562 авиационно-ремонтного завода полковник-инженер Виктор Сидорович Онищук — с марта 1974 года до июня 1979 года. С отличием окончил Ленинградскую Краснознамённую Военно-Воздушную Академию им. А. Ф. Можайского[117];
- Начальник 562 авиационно-ремонтного завода полковник-инженер Василий Сидорович Шевцов — с июня 1979 года до весны 1983 года. Окончил Рижское Краснознамённое Высшее инженерно-авиационное училище[118];
- Начальник 562 авиационно-ремонтного завода полковник-инженер Юрий Алексеевич Молчанов — с весны 1983 года до 1986 года. Окончил Рижское Краснознамённое Высшее инженерно-авиационное училище[119];
- Начальник 562 авиационно-ремонтного завода полковник-инженер Валерий Павлович Шмелькин — с 1986 до начала 1988 года. Окончил Харьковское высшее военно-инженерное училище[120];
- Начальник 562 авиационно-ремонтного завода полковник-инженер Василий Сидорович Шевцов — с начала 1988 года до сентября 1989 года. Окончил Рижское Краснознамённое Высшее инженерно-авиационное училище;
- Начальник 562 авиационно-ремонтного завода / директор «Одесавиаремсервис» / директор Одесского авиационного завода полковник-инженер Виталий Владимирович Юхачев — с начала 1988 года до 14 августа 2021 года. Окончил Киевский институт инженеров гражданской авиации[121];
- Директор Одесского авиационного завода Владимир Александрович Шацков — с 14 августа 2021 года[1].

### Главные инженеры
- Военный инженер 3-го ранга Чаус — с 1939 года[38][122];
- Яков Киршьянович Нейланд — до конца 1946[114];
- Валерий Михайлович Верёвкин — после 1957[123];
- Василий Фролович Ларин — с 1959 года по 1963 год[123];
- Майор / подполковник-инженер Виктор Сидорович Онищук — 1967 года по 1974 год. С отличием окончил Ленинградскую Краснознамённую Военно-Воздушную Академию. им. А. Ф. Можайского[123];
- Подполковник-инженер Илья Сергеевич Кириченко — с июня 1974 года по 1978 год. Окончил Двинское военно-авиационное радиотехническое училище. Окончил Киевское высшее инженерно-авиационное военное училище[123];
- Подполковник-инженер Василий Сидорович Шевцов — с 1978 года по 1979 год. Окончил Рижское Краснознамённое Высшее инженерно-авиационное училище[123];
- Валерий Николаевич Колодяжный — с 1979 года по 1983 год[123];
- Юрий Владимирович Дёмин — с 1983 года по 1986 год. Окончил Рижское Краснознамённое Высшее инженерно-авиационное училище[123];
- Подполковник-инженер Виталий Владимирович Юхачев — с конца 1986 года по 1989 год; Окончил Киевский институт гражданской авиации[123];
- Василий Петрович Захаров — с 1990 по 1992[123];
- Подполковник-инженер Александр Иванович Федоренко — с 1992 по 2000[123]. Окончил Васильковское военное авиационно-техническое училище. Окончил Киевское высшее инженерно-авиационное военное училище[124];
- Полковник Сергей Степанович Ратничихин — с 2000 по 2006[123]. Окончил Одесский технологический институт холодильной промышленности[125];
- Валентин Валентинович Гостишин — с 2006 по 2007[123];
- Николай Фёдорович Гончаренко — с 2007[123];

### Комментарии
1. ↑  Планёры классифицировались на рекордные, тренировочные, учебные и экспериментальные См.«История планеризма в России. От пустой забавы к делу государственной важности» Архивная копия от 28 сентября 2021 на Wayback Machine. Российский государственный архив научно-технической документации.